# Němčice (okres Svitavy)
Němčice jsou středně velkou obcí v Pardubickém kraji a okresu Svitavy. Žije zde přibližně 1 000 obyvatel. Leží u hranic s okresem Ústí nad Orlicí, 3 kilometry severovýchodně od Litomyšle.

## Historie
První doklady o kolonizaci této lokality jsou datovány před rok 1200. Tehdy zde stávala tvrz s dvorem pánů ze Člupku.
Roku 1347 připadla obec litomyšlskému biskupovi, ten ji v roce 1412 osvobodil od odúmrti.
Svobodná rychta v Němčicích se poprvé připomíná r. 1398. Rychtáři v první polovině 15. století: Vavřinec (1403, 1412), Petr Beba (1415), Jaroš (1418), Petr (1420) atd.
Nejdůležitější (ve 14. a 15. století) byly mlýny. Již ve 13. století šel klášteru v Litomyšli plat 42 gr. z Němčického mlýna. Roku 1361 dala tento plat litomyšlská kapitula biskupovi. Roku 1358 dostal litomyšlský biskup úrok ze tří zdejších mlýnů. Na počátku 15. století jsou uváděny 4 mlýny. Dolní mlýn s mlynářem Jakubem z něhož v roce 1410 dostala jeho dcera Anka dědický podíl. Asi na druhé straně stával mlýn Ondřejův.
V roce 1398 je zde uveden rybník.
Selské dvory (15. století): Pavel řečený Rubač, Ješek Taras s 1 lánem polí, Jaroš Vaňkův. Roku 1418 měl Řehoř řečený Nedomasta sýpku.
Ševcovské řemeslo (15. století): Martin syn Havla z Němčic (r. 1410), Mařík a Václav synové Štěpána z Němčic.

## Architektura
V obci stojí kaple vedle bývalé obecné školy, přestavěné na obecní úřad. Secesní škola dostala jednoduchý kabát koncem 80. let 20. století.
Unikátní je soustava osmi vodních mlýnů na potoce s názvem Zlatý pásek, který je plný pstruhů. Dva mlýny stojí na Člupku, pět v Němčicích a další ještě v osadě Podrybník. Podél potoka se táhnou náhony k jednotlivým mlýnům, jen v jediném místě je původní tok přerušen.
Na konci obce stojí unikátní roubená zájezdní hospoda s mansardovou střechou krytou šindelem. Ve středu obce je starobylá hospoda s divadelním sálem a na Člupku hospoda s bývalým kinosálem.
Jedním z center společenského života a výstav je historický Dům Na nebesích se zachovalou architekturou kombinace domu v měšťanském stylu a zemědělské usedlosti s okrasnou zahradou se staletými stromy.
Zástavbu tvoří množství velkých usedlostí i drobných chalup.

## Geografie
Pod kapličkou na Člupku je studánka s pitnou vodou.
Od osady Pudilka vede cesta lesem k tzv. Kačenkám, podél potůčku s množstvím studánek, kde se koná tradiční Otvírání studánek z nedalekého Vlčkova. Na Kačenkách je pitoreskní soustava mlýnků, které pohání pohyb různých postaviček.
Skupina domů zvaná Podrybník je tvořena shlukem chalup s mlýnem, která leží pod hrází bývalého rybníka, který sahal až k roubené hospodě na dolním konci. Podrybníku se dříve říkalo Dubínka.

## Části obce
Obec se skládá ze čtyř částí ležících na dvou katastrálních územích:
- k. ú. Němčice u České Třebové – části Němčice, Člupek a Pudilka
- k. ú. Zhoř u České Třebové – část Zhoř

## Další fotografie

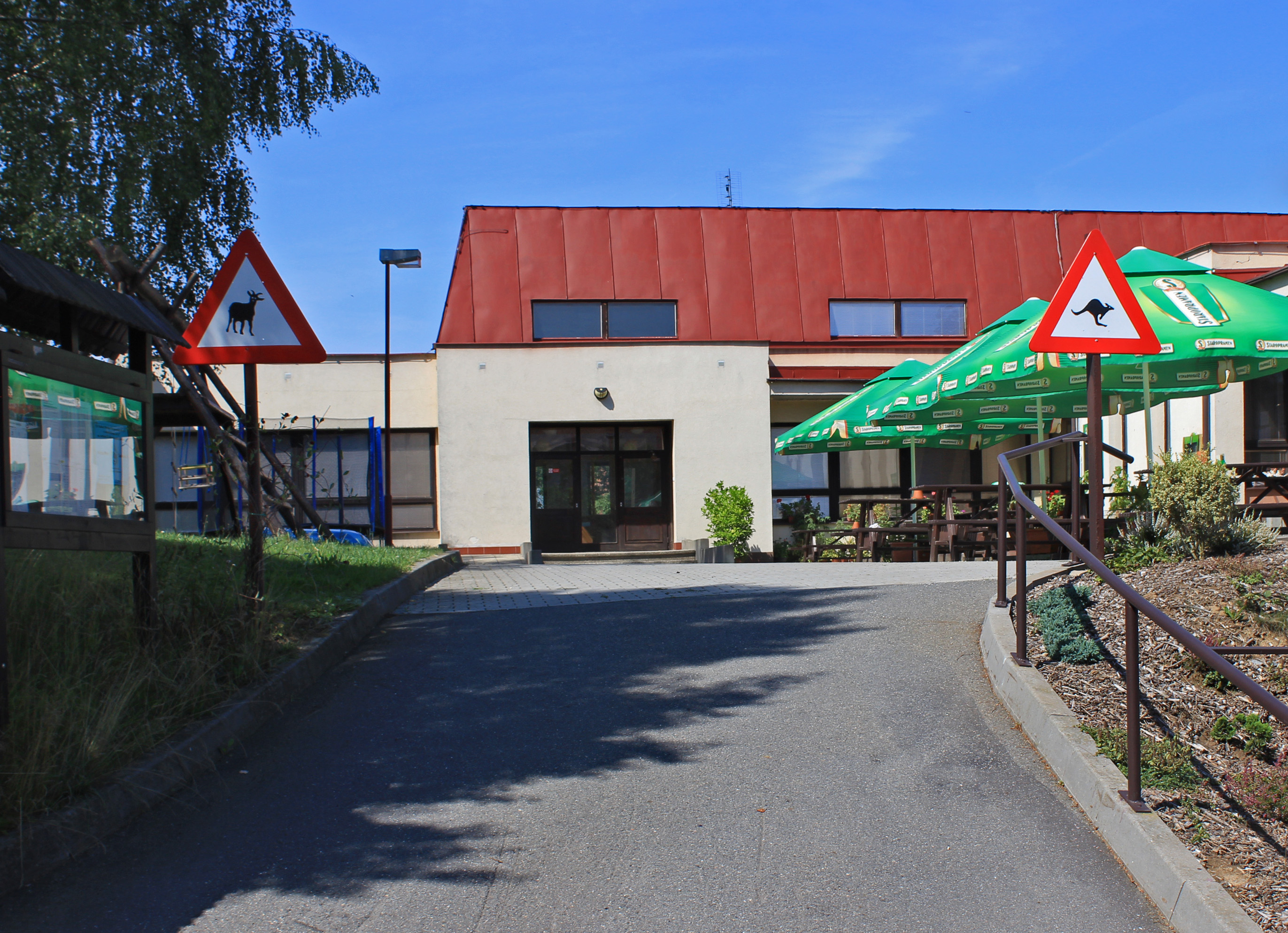
Kulturní dům
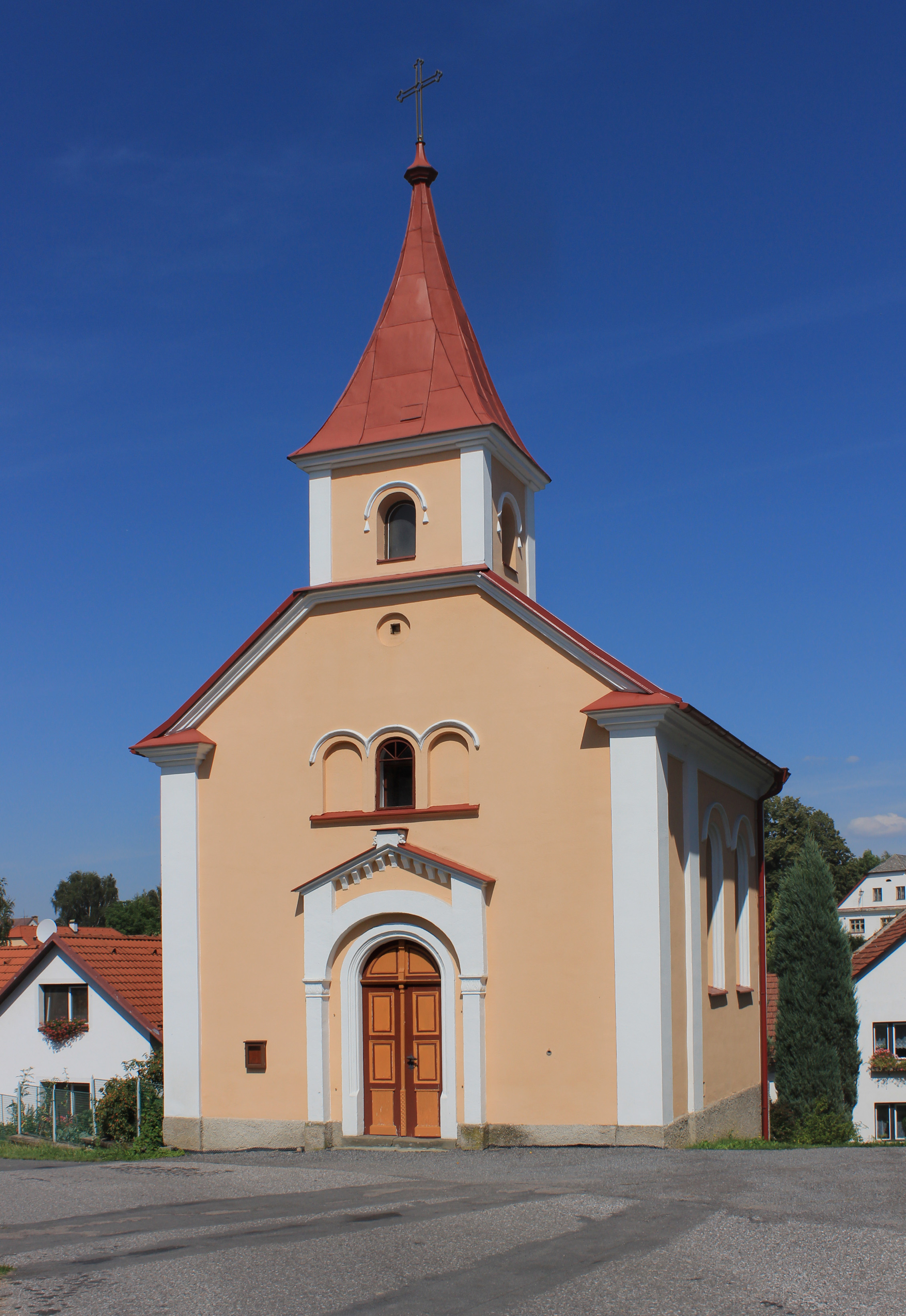
Kaple sv. Jana Křtitele
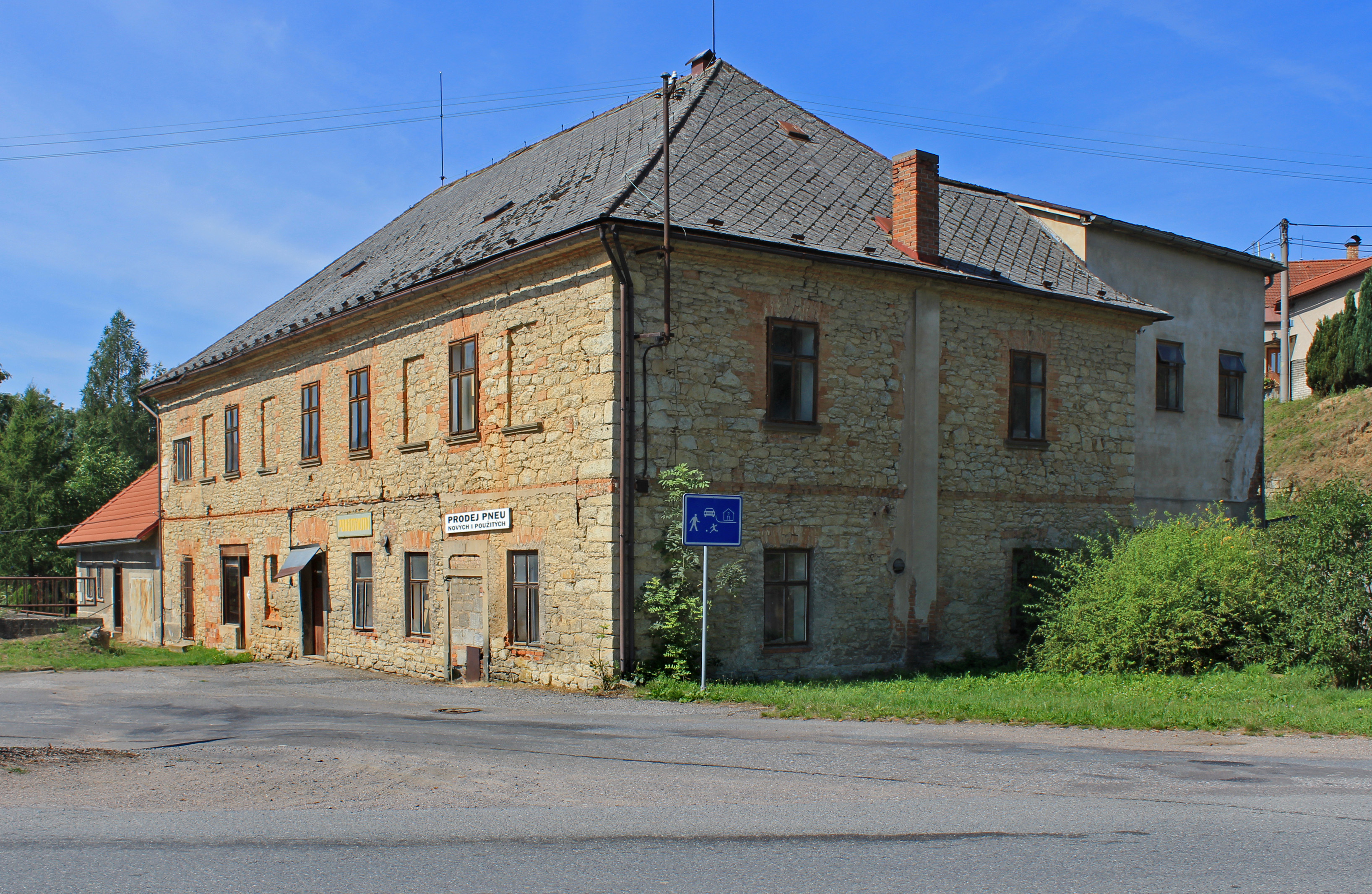
Dům čp. 37 – bývalá hospoda
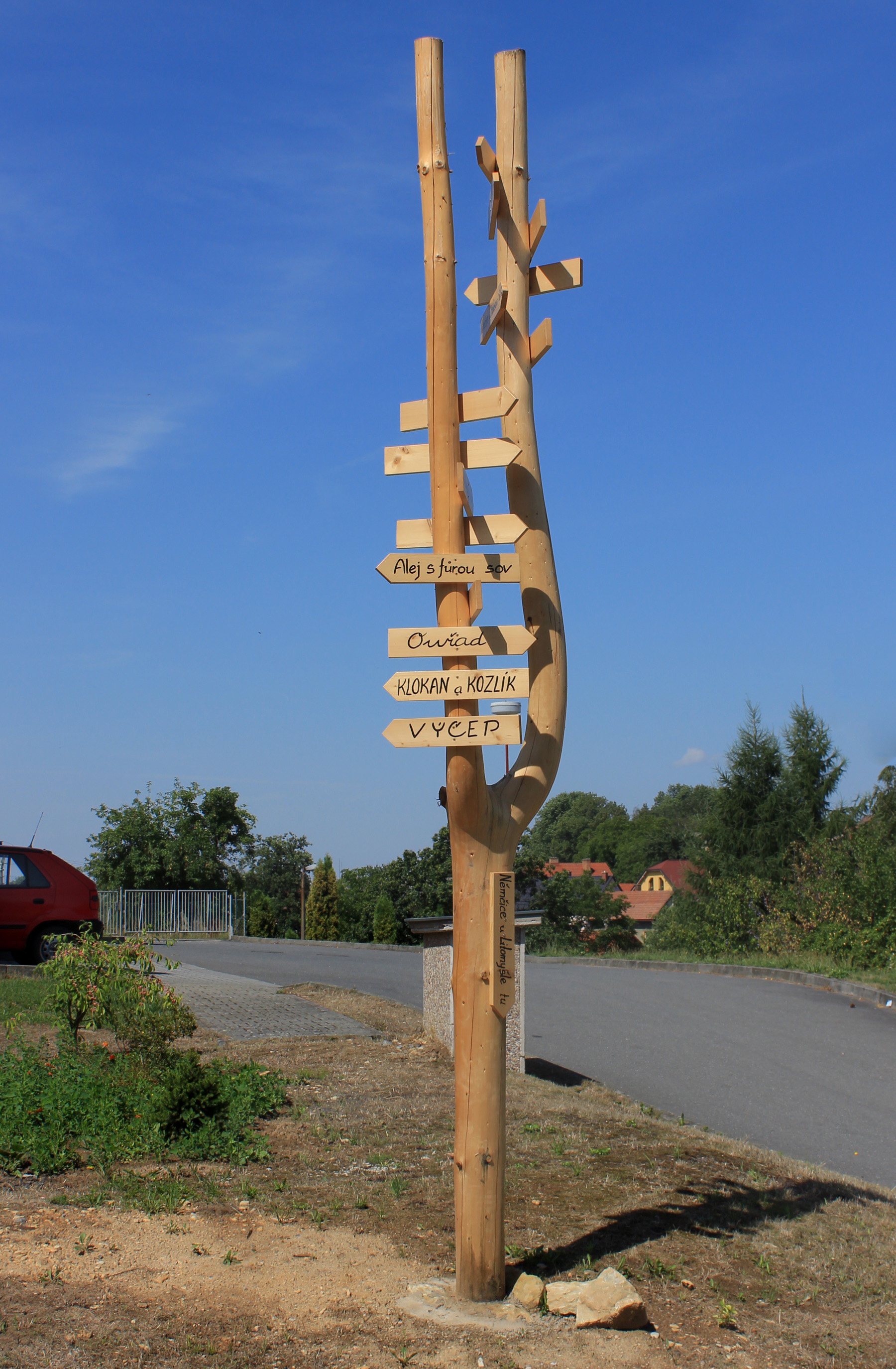
Zajímavý rozcestník

## Osobnosti
- Antonín Dvořák (malíř) (16. prosince 1817 Němčice – 26. dubna 1881 Praha) český malíř a fotograf.